# Pueblorrico (ort)
Pueblorrico är en ort i Colombia.   Den ligger i departementet Antioquía, i den centrala delen av landet, 230 km nordväst om huvudstaden Bogotá. Pueblorrico ligger 1 805 meter över havet och antalet invånare är 5 327.
Terrängen runt Pueblorrico är kuperad åt sydväst, men åt nordost är den bergig. Runt Pueblorrico är det ganska tätbefolkat, med 86 invånare per kvadratkilometer. Närmaste större samhälle är Los Andes, 15,6 km söder om Pueblorrico. I omgivningarna runt Pueblorrico växer i huvudsak städsegrön lövskog.